# Mikko Niskanen
Mikko Johannes Niskanen (ur. 31 stycznia 1929 w Äänekoskach, zm. 25 listopada 1990 w Helsinkach) – fiński aktor, producent, reżyser i scenarzysta. Na przestrzeni lat 1956–1988 wyreżyserował ponad 45 filmów. Jego film Pojat z 1962 roku rywalizował na 3. Międzynarodowym Festiwalu Filmowym w Moskwie.

## Wybrana filmografia
- Pojat (1962)
- Nieznany żołnierz (Tuntematon sotilas) (1985)